# Viktoria Russu
Pour les articles homonymes, voir Rusu.
Viktoria Sergueïevna Russu (en russe : Виктория Сергеевна Руссу), née le 16 février 1999 à Niagan en Russie, est une joueuse internationale russe de volley-ball évoluant au poste de pointue.

## Biographie

### Carrière
Née à Niagan dans la plaine de Sibérie occidentale, elle passe son enfance dans la ville de Iougorsk, où, à l'âge de 9 ans, elle commence la pratique du volley-ball au sein de l'école de sport locale nommée DYUSSH « Smena ».
En 2015, elle intègre le club de l'Omitchka Omsk avant de rejoindre l'équipe de jeunes du Luch Moscou lors de la saison suivante. De 2017 à 2020, elle évolue pour le club du Zaretchie Odintsovo. Lors de la saison 2020-2021, elle joue pour le VK Proton Balakovo. 
En 2021, elle vit sa première expérience à l'étranger en s'engageant pour le CV Alba-Blaj. Avec le club roumain, elle remporte le triplé sur le plan national lors de sa première saison : championnat-coupe-supercoupe. Elle gagne pour la seconde fois le Championnat de Roumanie lors de l'exercice suivant et termine finaliste de la Coupe de la CEV 2023 (it), compétition remportée par le club italien du SDB Scandicci (it). 
A l'intersaison 2023, elle est recrutée par le club français du Volero Le Cannet, champion de Ligue AF en titre. A son arrivée, elle remporte la supercoupe nationale, compétition où elle est désignée meilleure joueuse.

### Équipe nationale russe
Avec l'équipe de Russie des moins de 19 ans, elle remporte le Championnat d'Europe en 2016 (en). Un an plus tard, elle termine finaliste du Championnat du monde des moins de 20 ans 2017 (en), tournoi remporté par la Chine. Elle fait également partie des équipes victorieuses aux Universiades d'été, en 2017 et 2019, dernière édition pour laquelle elle reçoit une distinction du président de la fédération de Russie.  
Elle fait ses débuts avec l'équipe de Russie en 2019, année où elle dispute notamment la Ligue des nations.

## Clubs
- Zaretchie Odintsovo (2017–2020)
- Proton Balakovo (2020–2021)
- Volei Alba Blaj (2021–2023)
- Volero Le Cannet (2023-2024)
- Dinamo-Metar Tcheliabinsk (2024-)

## Palmarès

### En sélection
- Championnat d'Europe des moins de 19 ans (1) :
  - Vainqueur en 2016 (en).
- Championnat du monde des moins de 20 ans :
  - Finaliste en 2017 (en).
- Universiade d'été (2) :
  - Vainqueur en 2017, 2019.

### En club

#### en Roumanie
- Coupe de la CEV :
  - Finaliste en 2023 (it).
- Championnat de Roumanie (2) :
  - Vainqueur en 2022, 2023.
- Coupe de Roumanie (1) :
  - Vainqueur en 2022.
- Supercoupe de Roumanie (1) :
  - Vainqueur en 2021.

#### en France
- Supercoupe de France (1) :
  - Vainqueur en 2023.

### Distinctions individuelles
- Meilleure serveuse de la Coupe de Russie en 2021[7].
- Meilleure pointue du Championnat de Roumanie en 2022.
- Meilleure joueuse de la Supercoupe de France 2023.